# Ordonnances de justice
Les ordonnances de justice, officiellement ordonnances de justice du second peuple (Ordinamenti di Giustizia del Secondo Popolo) sont un ensemble de lois de la république de Florence, promulguées entre 1293 et 1295.
Le principal homme politique responsable de ces ordonnances est Giano della Bella, chef du parti populaire, qui va d'ailleurs être contraint de partir en exil en 1295.
Ces ordonnances ont pour objectif d'affaiblir les « magnats », c'est-à-dire les familles anciennes d'origine noble, et de favoriser les membres des guildes de métiers, les Arti di Firenze, devenus importantes avec la prospérité économique de Florence au XIIIe siècle.

## Contexte

### Une puissance économique duXIIIesiècle
- une des puissances économiques de l'époque, aux côtés d'autres cité-États, telles que les républiques maritimes de Venise et de Gênes ;
- les corporations d'arts et métiers médiévales de Florence, notamment celles de la Laine (Arte della Lana) et du Change (Arte del Cambio), qui sont les plus importantes en termes de revenus commerciaux ;
- le florin d'or, monnaie créée en 1252.

### Conflits au sein de la république
- Opposition des Guelfes et des Gibelins, c'est-à-dire entre pro-Empire et pro-Pape, d'où ressort des rapports de suzeraineté et d'allégeance ;
- Une partition du Popolo : entre le primo popolo (restant de familles aristocratiques et militaires) ; le popolo grasso (c'est le secondo popolo, celui des marchands, des changeurs et des gros artisans) ; le popolo magro ou popolo minuto (les petits artisans) ; et enfin, les ciompi et les sans-travail, formant la classe inférieure.

## Histoire
Le 15 janvier 1293, Giano della Bella émet les Ordonnances de justice destinées à déposséder les riches florentins de leur pouvoir et à instaurer un gouvernement dominé par le peuple bourgeois, les artisans et les corporations de métiers. Elles excluaient en outre les membres des grandes familles florentines, parmi lesquels Dante, de toute fonction politique ou charge publique.
Prétextant que les nobles de l'époque- « chevaliers » et « vassaux » féodaux aux titres de noblesse d'origine médiévale- étaient des sujets belliqueux et non destinés par leur nature à gouverner, ils les exclut de toute charge publique, en conditionnant l'éligibilité aux charges publiques à l'inscription à l'une des corporations des Arts de Florence.
En outre, parmi les diverses mesures, il fut établi que quand un « noble » commettait un crime, sa peine pourrait être doublée. 
Au cours des années l'application de ces dispositions fut mitigée dans la pratique , mais elles restèrent en vigueur sur le papier. 
Leur respect était garanti par le système des Corporations des Arts qui contrôlaient la politique citadine.